# Чемпионат России по самбо 2002
Чемпионат России по самбо 2002 года проходил в Самаре с 11 по 14 марта. Главным судьёй соревнований был Василий Перчик. В командном зачёте первенствовала сборная Пермской области.

## Медалисты
| Весовая категория | Золото                          | Серебро                          | Бронза                                                         |
| ----------------- | ------------------------------- | -------------------------------- | -------------------------------------------------------------- |
| до 52 кг          | Денис Черенцов Югра             | Аршак Казарян Березники          | Александр Лавриков Тутаев Айрат Валиев Татарстан               |
| до 57 кг          | Сергей Лузин Пермь              | Дамир Гильванов Новокузнецк      | Александр Паньков Краснокамск Николай Ожегин Урай              |
| до 62 кг          | Олег Рочев Краснокамск          | Денис Мухин Выкса                | Степан Елиазян Армавир Максим Симанов Нижний Новгород          |
| до 68 кг          | Николай Ковях Тула              | Алексей Галкин Кстово            | Александр Караханов Пермский край Игорь Исайкин Брянск         |
| до 74 кг          | Сергей Колесников Верхняя Пышма | Михаил Мартынов Москва           | Александр Шаров Кстово Дмитрий Носов Москва                    |
| до 82 кг          | Алексей Харитонов Заречный      | Мурат Агиров Карачаево-Черкесия  | Александр Коновалов Краснодар Раис Рахматуллин Нижний Новгород |
| до 90 кг          | Сергей Смирнов Москва           | Роман Зубов Брянск               | Юрий Аликин Пермь Сергей Лоповок Кстово                        |
| до 100 кг         | Дмитрий Максимов Москва         | Максим Брянов Карачаево-Черкесия | Самвел Саркисов Армавир Руслан Гасымов Санкт-Петербург         |
| свыше 100 кг      | Мурат Хасанов Майкоп            | Адам Делок Майкоп                | Михаил Старков Екатеринбург Альберт Вайцель Хабаровск          |

## Командный зачёт
1. Пермская область;
2. Нижегородская область;
3. Москва;
4. Адыгея;